# Hechingen
Hechingen (”die Zollernstadt”) är en stad och kommun i delstaten Baden-Württemberg i Tyskland, och är belägen cirka 60 km söder om Stuttgart. Kommunen består av ortsdelarna (tyska Ortsteile) Hechingen, Bechtoldsweiler, Beuren, Boll, Schlatt, Sickingen, Stein, Stetten och Weilheim . Folkmängden uppgår till cirka 19 500 invånare, på en yta av 66,44 kvadratkilometer.
Staden ingår i kommunalförbundet Hechingen tillsammans med kommunerna Jungingen och Rangendingen.

## Historia
Hechingen omnämns redan 786 och fick stadsrättigheter 1255. Hechingen tillhörde under 1000-talet grevarna av Zollern och från 1360 Württemberg, sedan Hohenzollern från 1429 innan det tillföll Preussen 1850. Hechingen var residens för dynastin Hohenzollern-Hechingen.

## Befolkningsutveckling
| Befolkningsutvecklingen i Hechingen 1975–2015 | Befolkningsutvecklingen i Hechingen 1975–2015 | Befolkningsutvecklingen i Hechingen 1975–2015 | Befolkningsutvecklingen i Hechingen 1975–2015 | Befolkningsutvecklingen i Hechingen 1975–2015 |
| --------------------------------------------- | --------------------------------------------- | --------------------------------------------- | --------------------------------------------- | --------------------------------------------- |
|                                               |                                               |                                               |                                               |                                               |
| År                                            |                                               |                                               | Folkmängd                                     | Areal (ha)                                    |
| 1975                                          | 1975                                          |                                               | 15 926                                        | 6 644                                         |
| 1980                                          | 1980                                          |                                               | 15 955                                        | 6 643                                         |
| 1985                                          | 1985                                          |                                               | 15 931                                        |                                               |
| 1990                                          | 1990                                          |                                               | 16 870                                        |                                               |
| 1995                                          | 1995                                          |                                               | 18 880                                        | 6 644                                         |
| 2000                                          | 2000                                          |                                               | 19 456                                        |                                               |
| 2005                                          | 2005                                          |                                               | 19 400                                        |                                               |
| 2010                                          | 2010                                          |                                               | 19 089                                        |                                               |
| 2015                                          | 2015                                          |                                               | 18 971                                        |                                               |
|                                               |                                               |                                               |                                               |                                               |

## Personligheter
- Paul Levi
- Markus Wolf
- Konrad Wolf